# Алез е Казнев
Алез е Казнев (фр. Allez-et-Cazeneuve) насеље је и општина у југозападној Француској у региону Аквитанија, у департману Лот и Гарона која припада префектури Вилнев сир Лот.
По подацима из 2011. године у општини је живело 670 становника, а густина насељености је износила 62,68 становника/km². Општина се простире на површини од 10,69 km². Налази се на средњој надморској висини од 200 метара (максималној 202 m, а минималној 59 m).

## Демографија
| 1962. | 1968. | 1975. | 1982. | 1990. | 1999. | 2011. |
| ----- | ----- | ----- | ----- | ----- | ----- | ----- |
| 419   | 408   | 406   | 478   | 583   | 579   | 670   |

График промене броја становника у току последњих година